# Кобзарська вулиця (Київ)
Кобза́рська ву́лиця — вулиця в Подільському районі міста Києва, місцевості Пріорка, Селище Шевченка. Пролягає від Вишгородської вулиці до вулиці Косенка.
Прилучаються Кобзарський провулок, вулиці Світязька, Моринецька і Золочевська.

## Історія
Вулиця виникла у середині XX століття під назвою 243-тя Нова. Сучасна назва — з 1944 року.

## Природні пам'ятки
Вздовж вулиці розташований парк «Кинь-Грусть» (інша назва — парк по Кобзарській вулиці) — пам'ятка садово-паркового мистецтва місцевого значення. 
В парку є кілька вікових дубів, що мають назву дуби 6-го листопада, вік яких складає близько 300–500 років, обсяг 4–5 м, висота 25–30 м. 
Біля будинку № 43 росте дуб Красицького. Вік його близько 300 років, обсяг 4,2 м, висота 20 м.

## Зображення

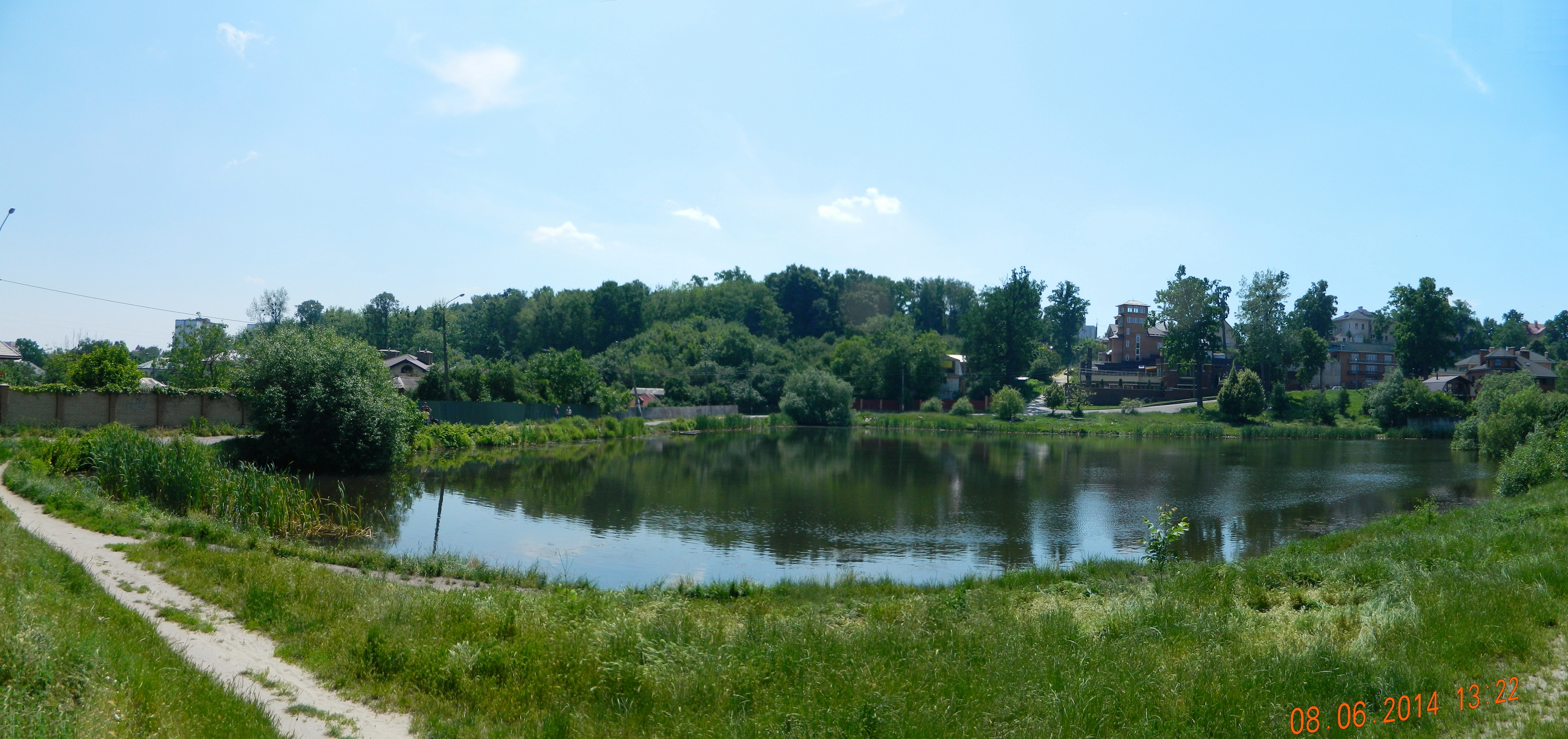
Ставок між вулицями Кобзарською та Красицького. Вигляд з боку Кобзарської вулиці
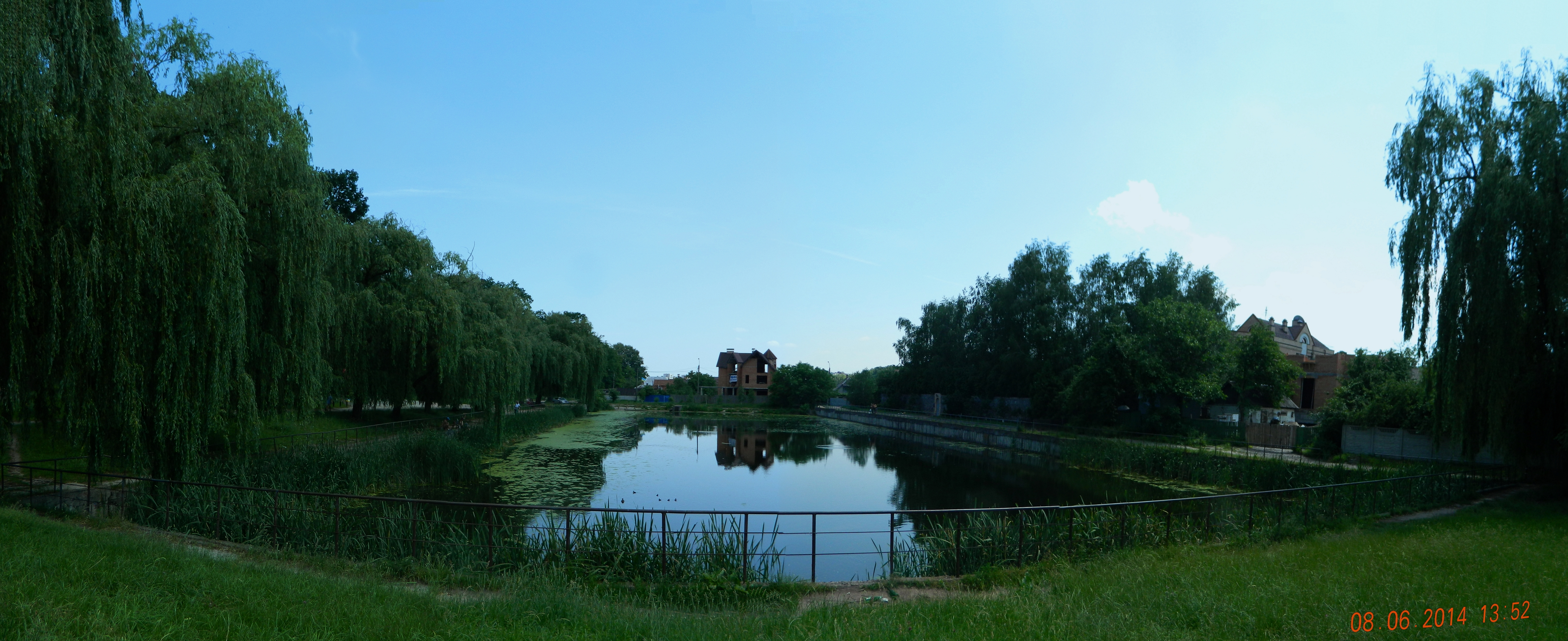
Ставок між вулицями Кобзарською та Красицького. Вигляд від Моринецької вулиці
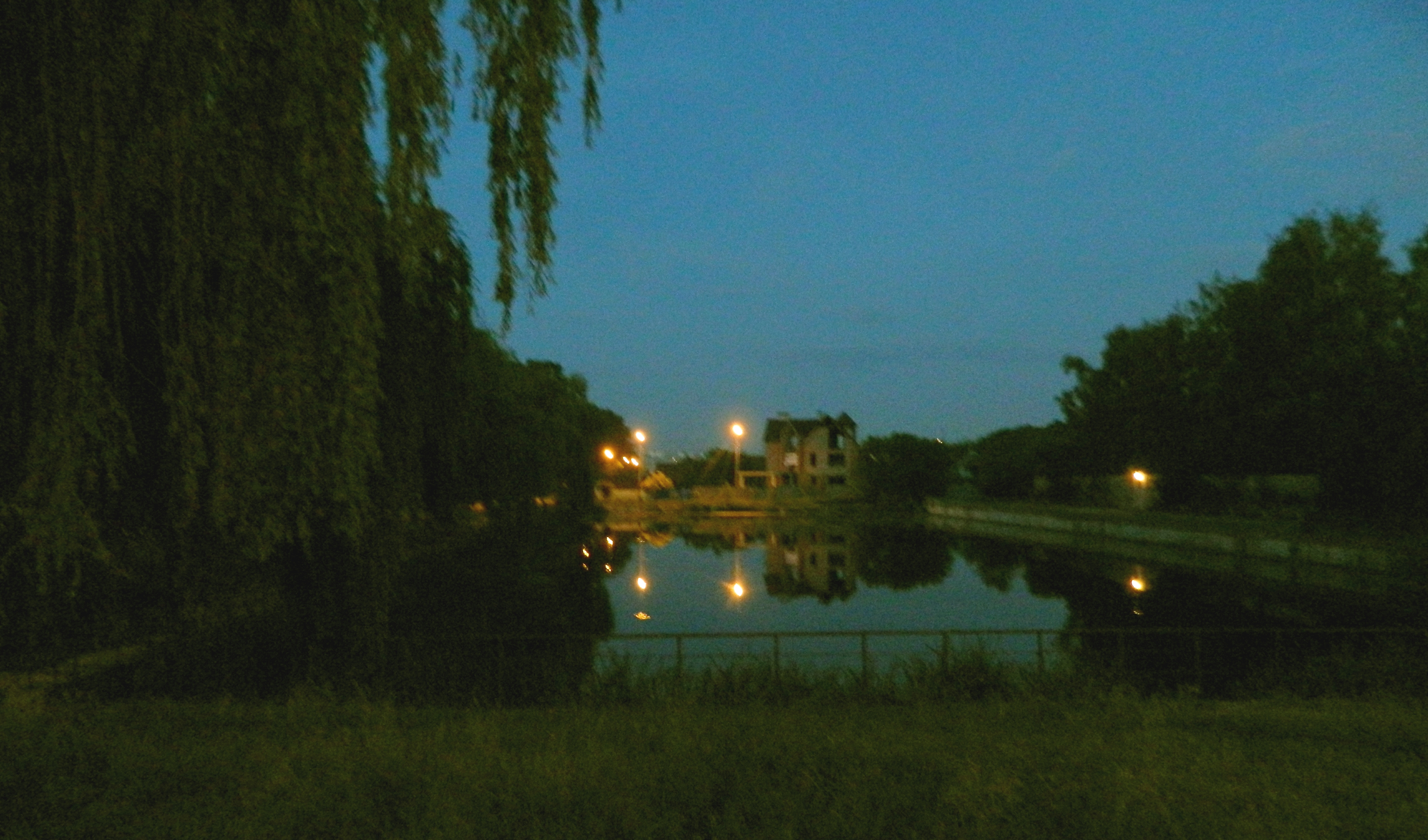
Нічний вигляд ставка біля Моринецької вулиці
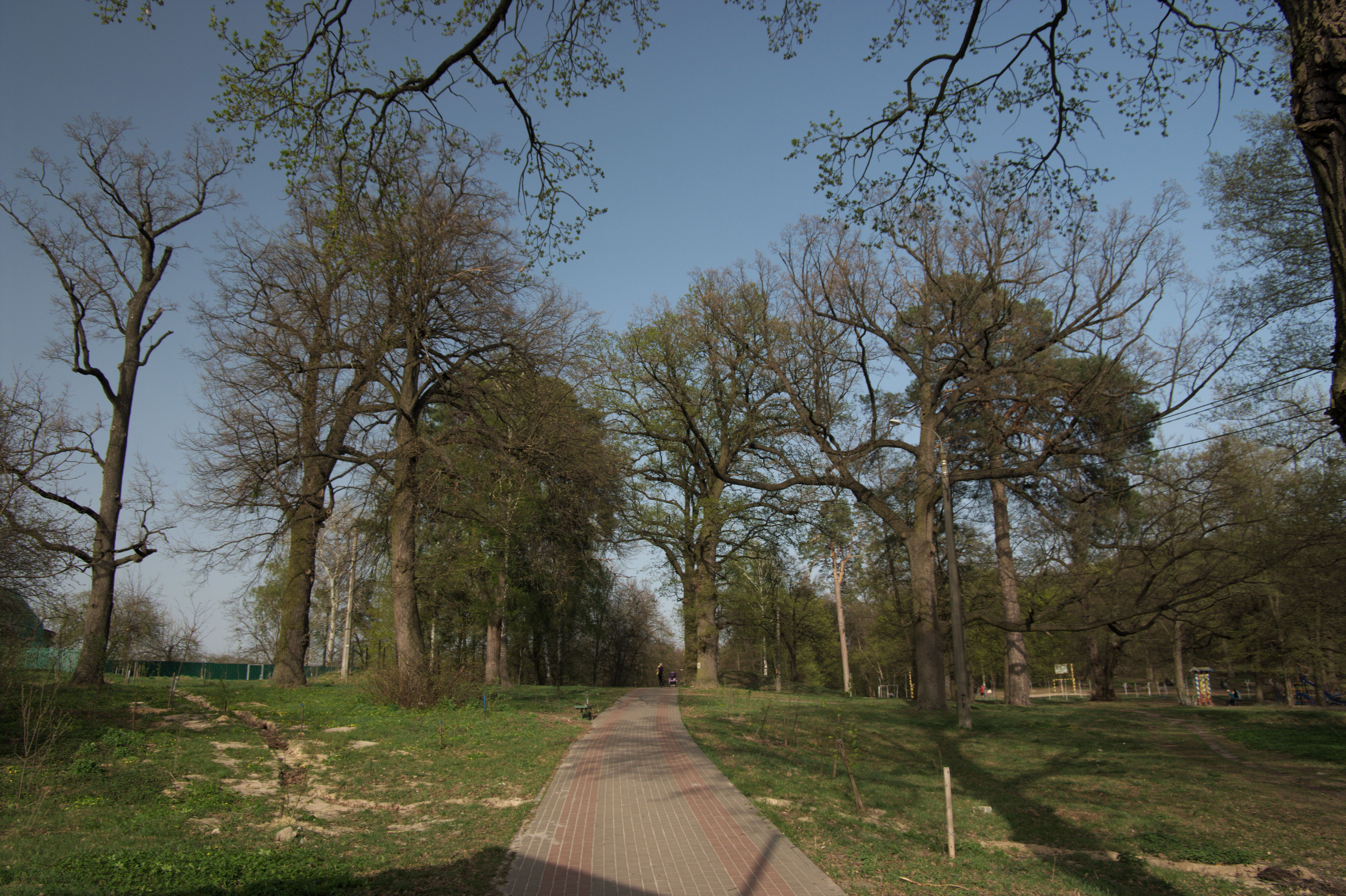
Дуби 6-го листопада
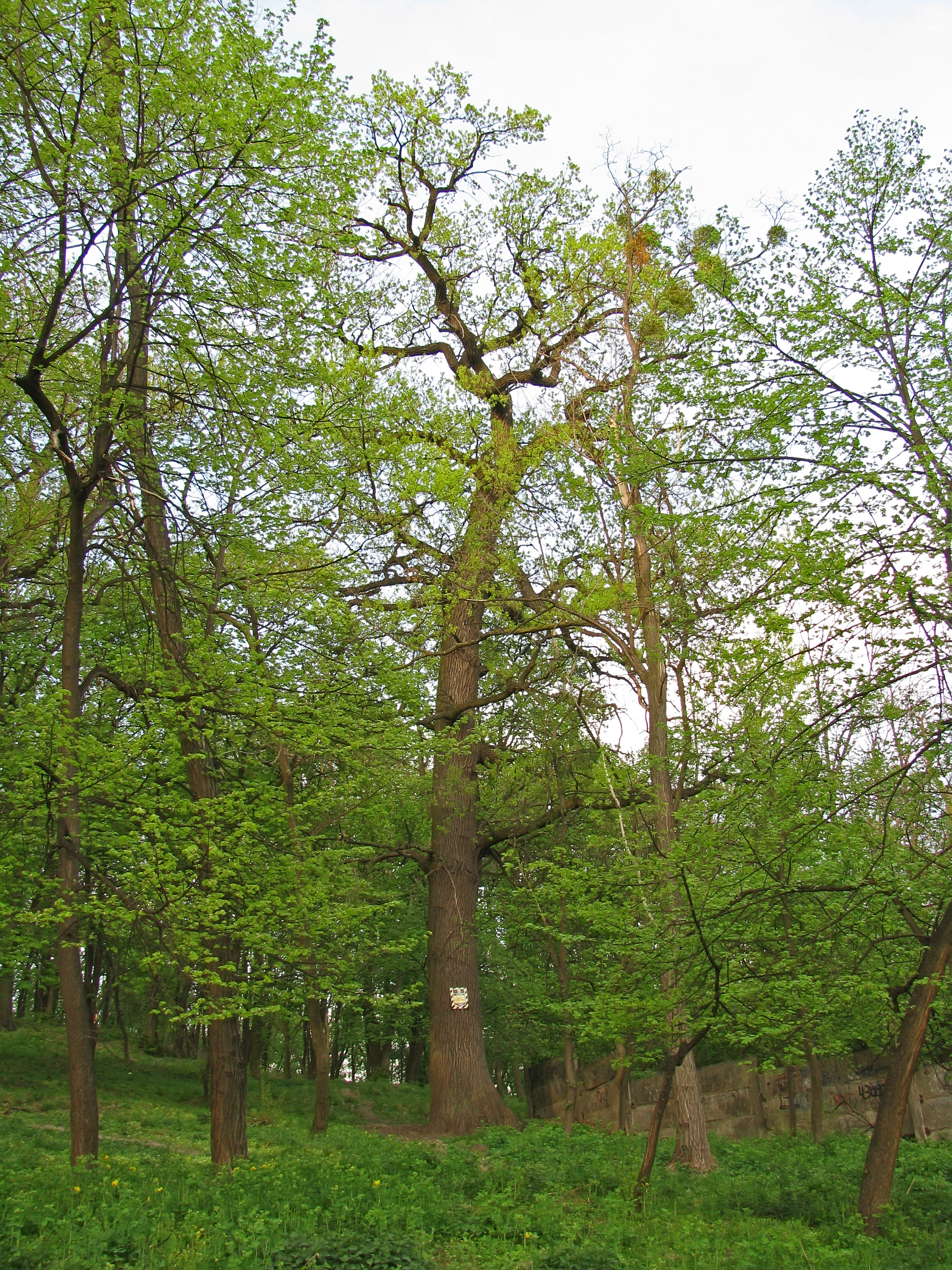
Дуби 6-го листопада
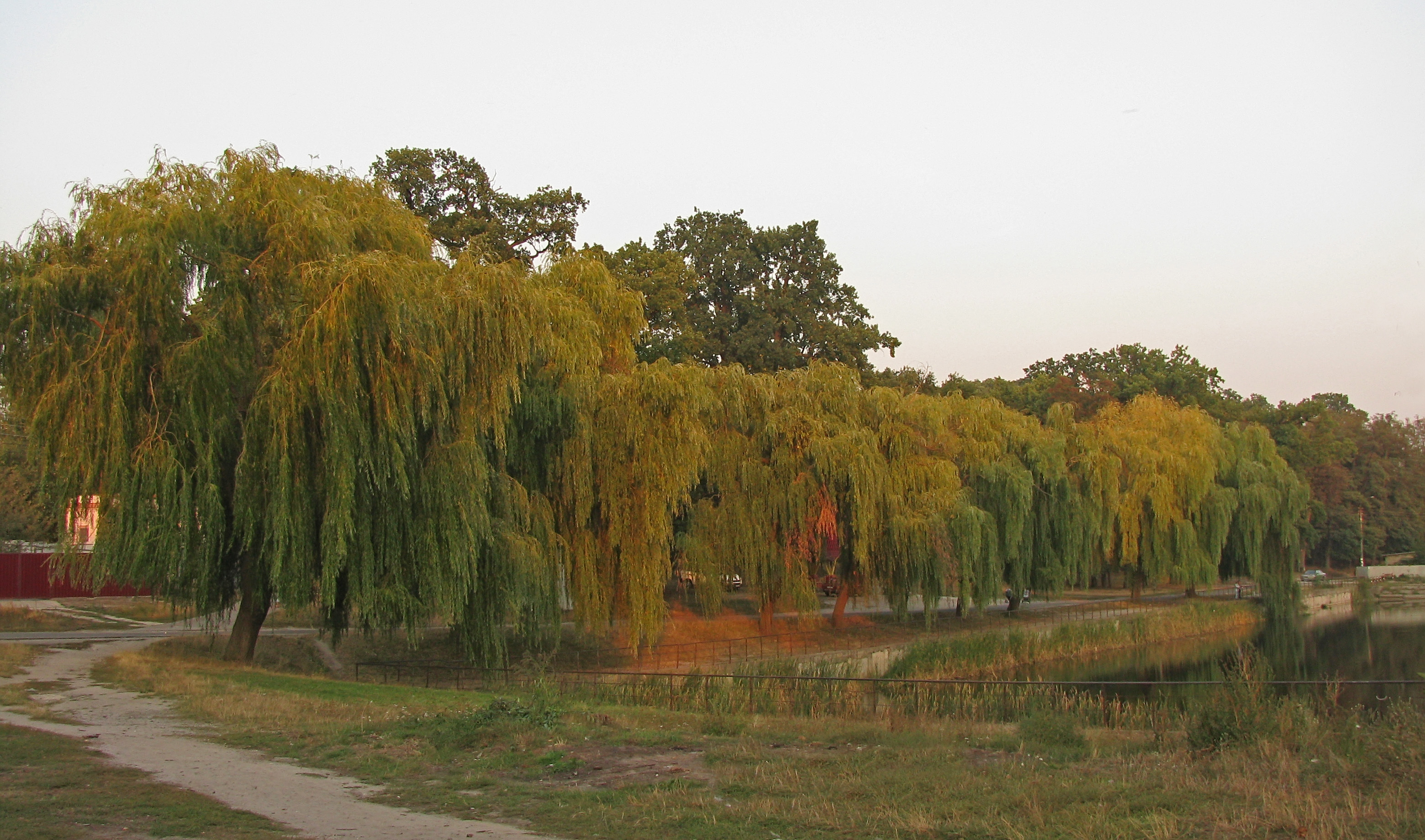
Парк по вул. Кобзарській
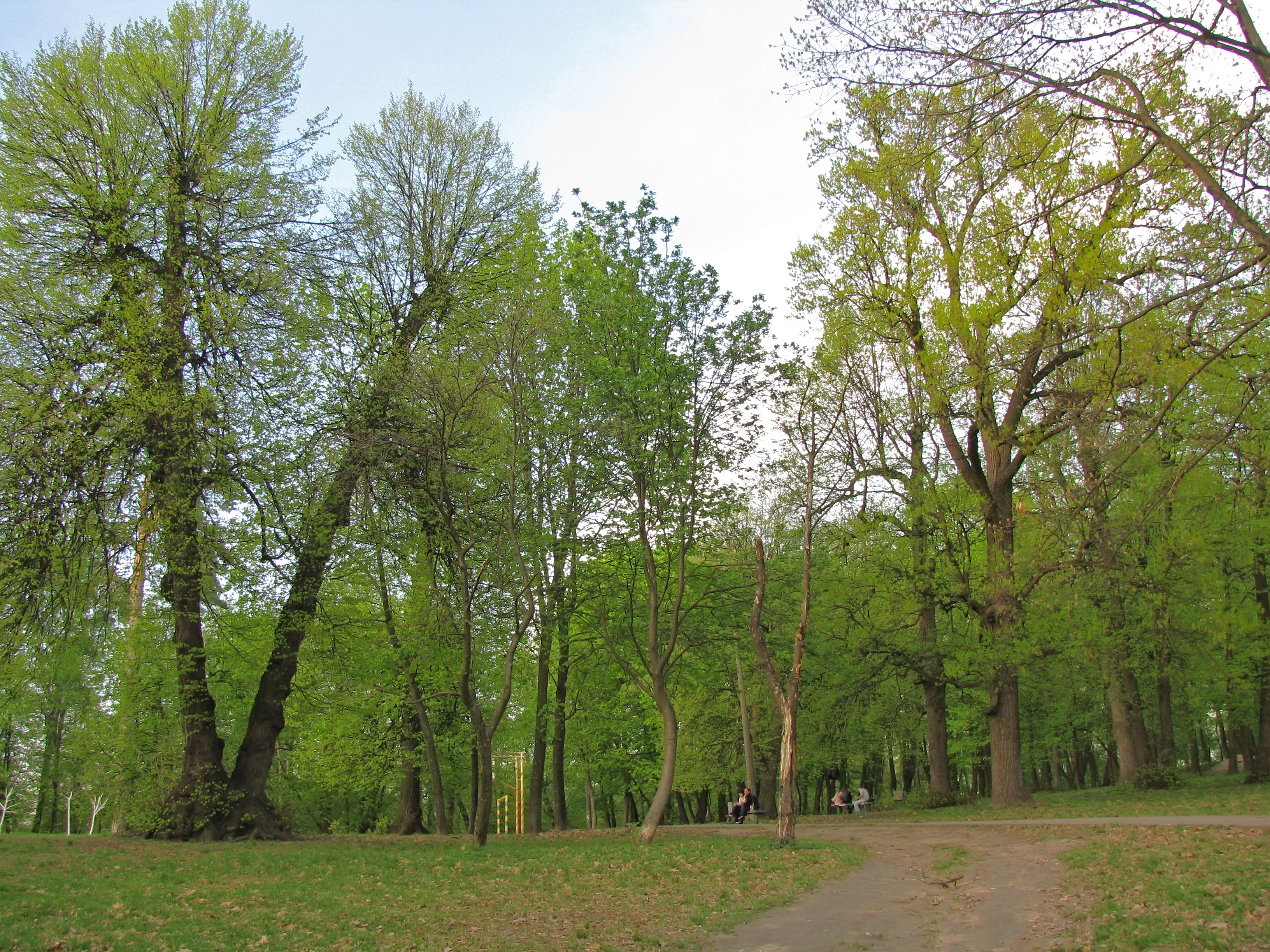
Парк по вул. Кобзарській
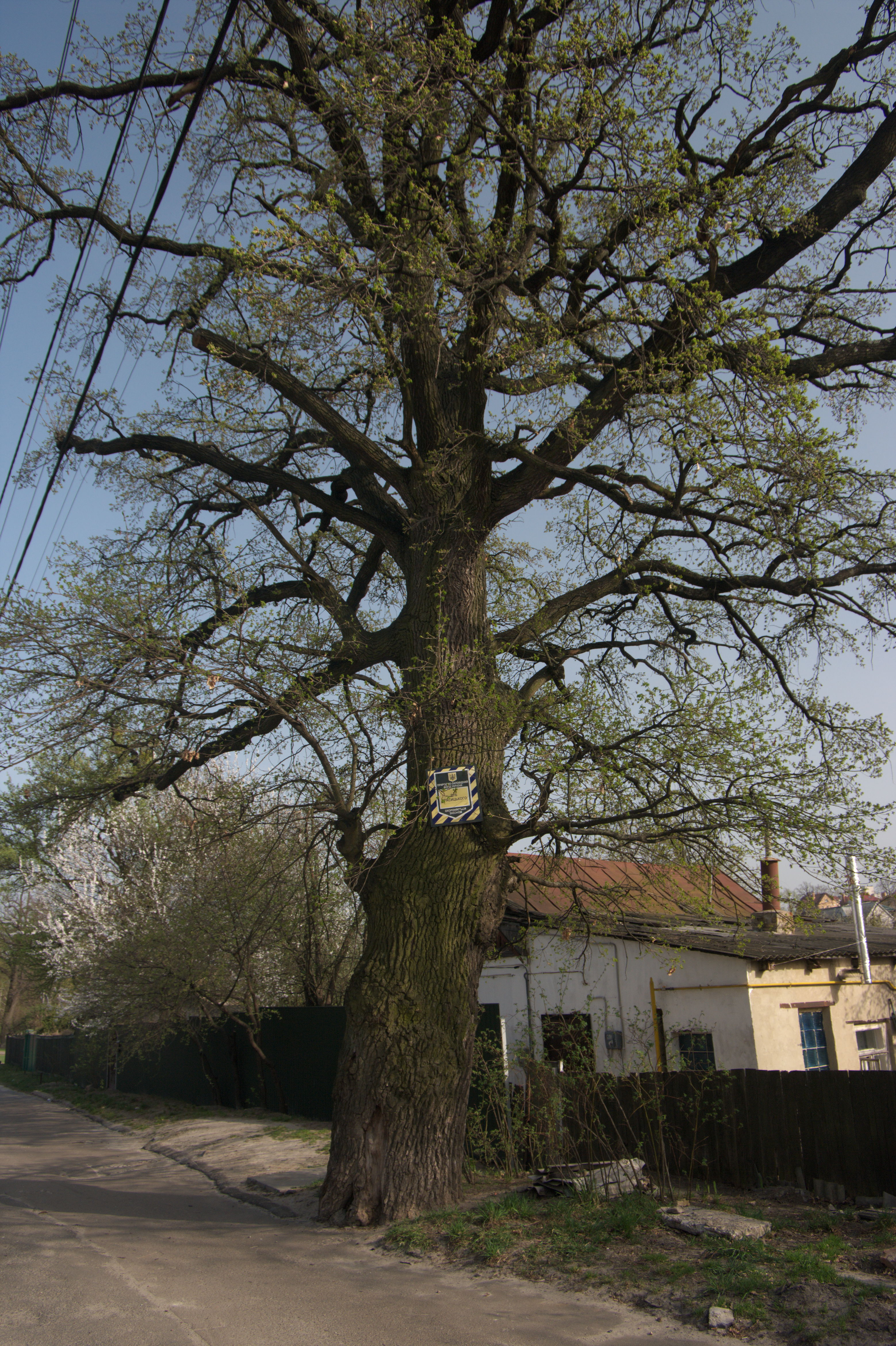
Дуб Красицького
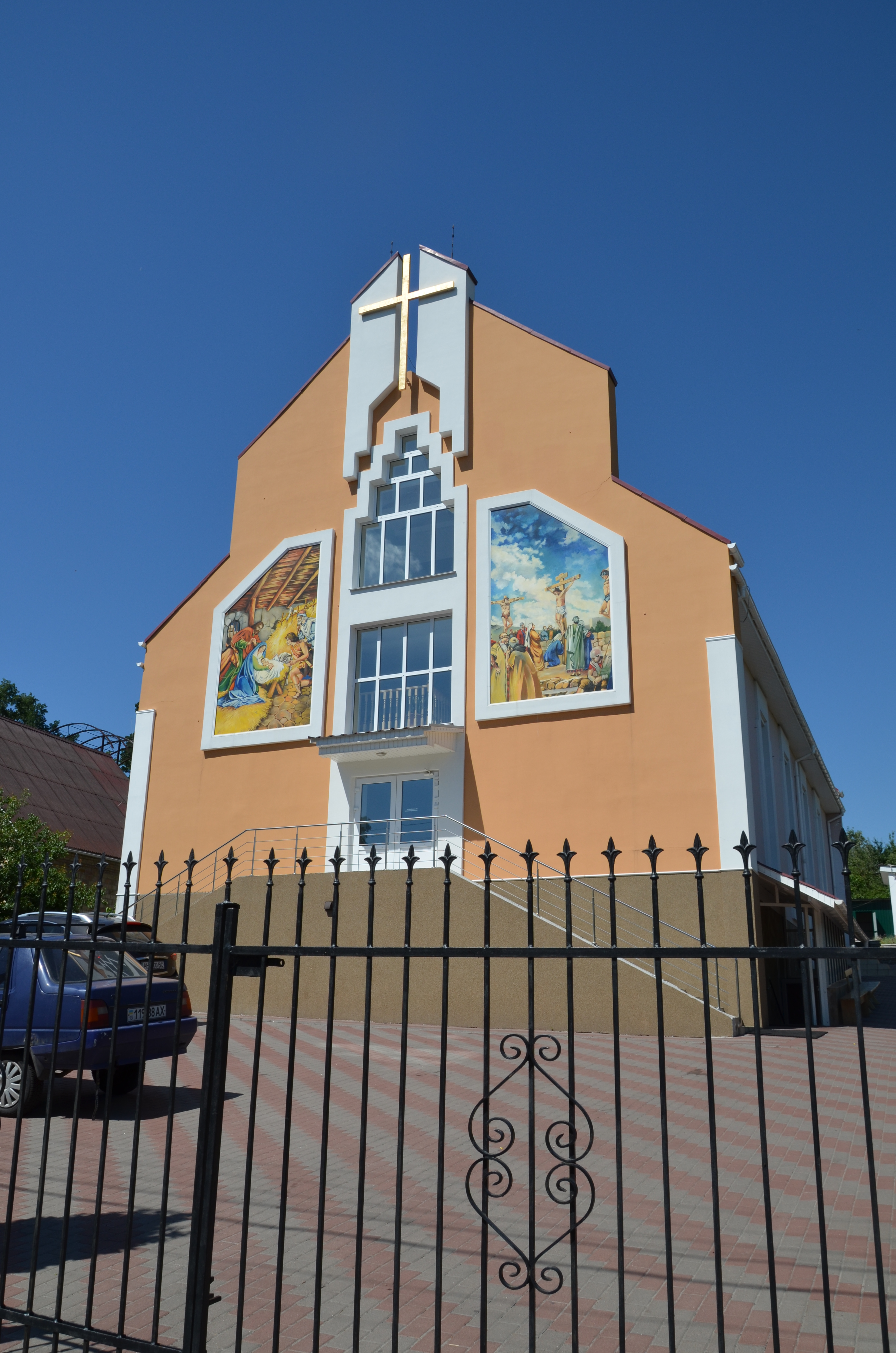
Дім молитви церкви Різдва Христового євангельських християн-баптистів, Кобзарська, 10
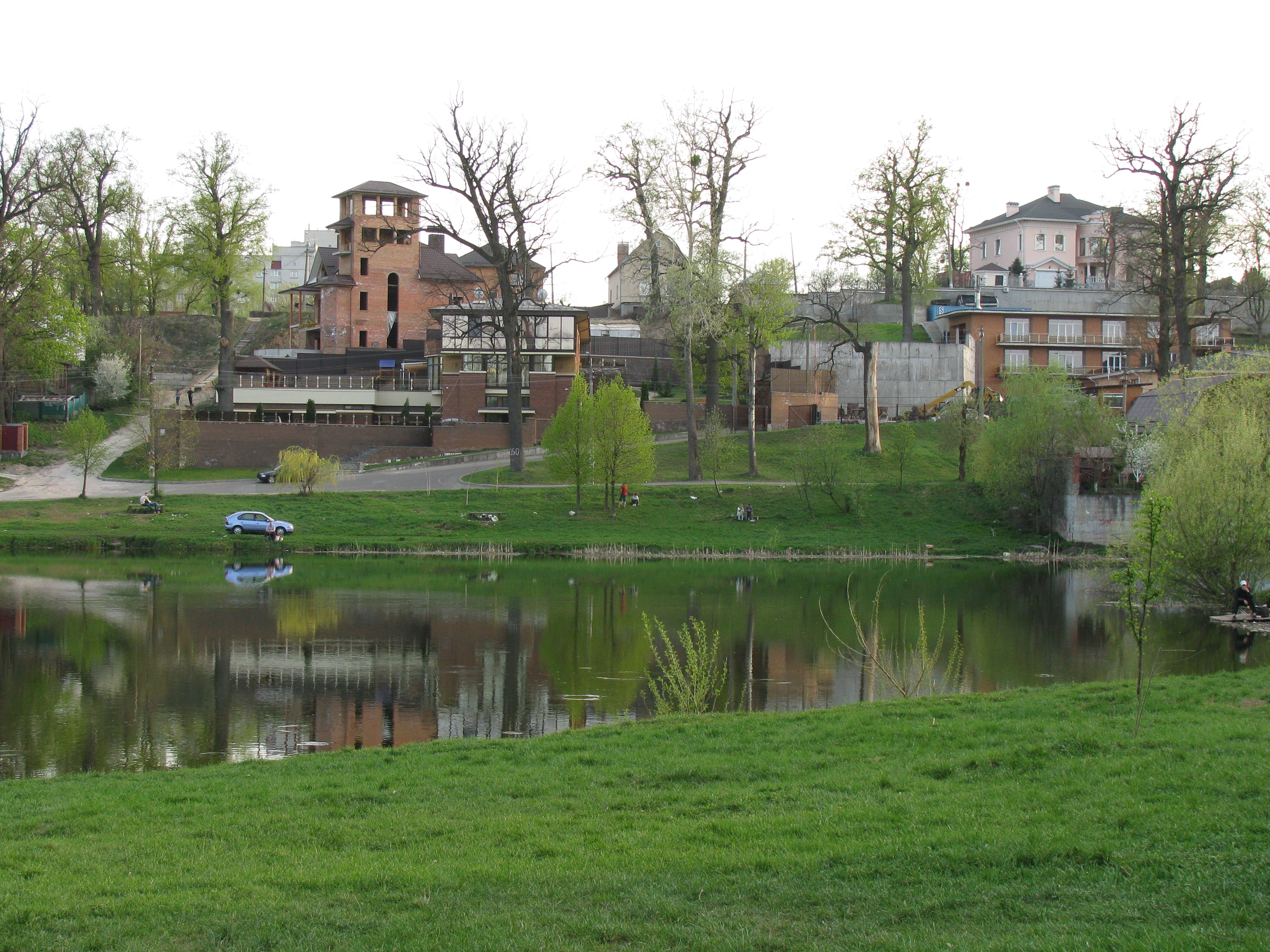
Ставок між вулицями Кобзарською та Красицького